# Síndrome de Courvoisier-Terrier
El síndrome de Courvoisier-Terrier hace referencia a la dilatación de la vesícula biliar, ictericia mecánica y decoloración de las heces, que se presenta cuando existe obstrucción de la ampolla de Vater provocada por neoplasia de esta o de la cabeza del páncreas o por la existencia de un cálculo en el conducto biliar común; en este último caso se acompaña de hipertermia, escalofríos y dolor.

## Historia
El síndrome de Courvoisier-Terrier recibe su nombre en honor de dos médicos: el suizo Ludwig Georg Courvoisier y el francés Louis-Félix Terrier.
Ludwig G. Courvoisier nació en Basilea (Suiza) en 1843. Courvoisier se especializó en la cirugía del tracto biliar publicando abundantes trabajos sobre el tema. La llamada "ley de Courvoisier", que dice que "la dilatación de la vesícula biliar es rara en la obstrucción del colédoco por cálculos, y frecuente por obstrucciones de otra naturaleza" parece que surgió de su trabajo Kasuistisch-statistische Beiträge zur Pathologie un Chirurgie der Gallenwege (Leipzig, 1890). En él revisa 109 casos en los que se encontraba dilatación de la vesícula.
Louis-Félix Terrier nació en París (Francia) en 1837. Respecto a su labor científica se puede decir que llevó "el espíritu bacteriológico de Pasteur" a los quirófanos y se declaró partidario de la esterilización con aire seco.